# Beltranshaz
Beltranshaz (bělorusky Белтрансгаз, také přepisováno rusky Beltransgaz) je běloruská plynařská společnost, která mimo jiné provozuje plynovod Jamal–Evropa, skrz který proudí část plynu z Ruska do Evropy.
V listopadu 2011 se majitelem celého Beltranshazu stala obří ruská firma Gazprom, kromě zaplacení nemalé sumy 2,5 miliardy dolarů za zbývající polovinu prodělečného podniku se v rámci transakce navíc zavázala několik let dodávat Bělorusku plyn za výhodnější cenu.